# Михалево (Западнодвинский район)
Михалёво — деревня в Западнодвинском районе Тверской области. Входит в состав Шараповского сельского поселения.

## География
Деревня расположена на правом берегу Западной Двины. Ближайший населённый пункт — деревня Белянкино.
Расстояния (по автодорогам):
- До районного центра, города Западная Двина — 36 км
- До центра сельского поселения, деревни Севостьяново — 4 км

## История
На топографической карте Фёдора Шуберта, изданной в 1865 году, обозначена деревня Михалево с девятью дворами.
В списке населённых мест Псковской губернии за 1885 год значатся две деревни: Михалево 1-е (7 дворов, 41 житель) и Михалево 2-е (3 двора, 28 жителей). Входили в состав Беницкой волости Торопецкого уезда.
На карте РККА, изданной в 1941 году обозначена деревня Михалево. Имела 27 дворов.
До 2005 года деревня входила в состав упразднённого в настоящее время Севостьяновского сельского округа.

## Население
| 2010 |
| ---- |
| 1    |

В 2002 году население деревни составляло 6 человек.
Национальный состав
Согласно результатам переписи 2002 года, в национальной структуре населения русские составляли 100 % от жителей.